# Маркос Ондруска
Маркос Ондруска (англ. Marcos Ondruska; нар. 18 грудня 1972) — колишній південноафриканський тенісист.
Найвищу одиночну позицію світового рейтингу — 27 місце досяг 10 травня 1993, парну — 34 місце — 2 серпня 1993 року.
Здобув 4 парні титули.
Найвищим досягненням на турнірах Великого шолома був півфінал в парному розряді.
Завершив кар'єру 2005 року.

## Юніорські фінали турнірів Великого шолома

### Одиночний розряд: 1 (1 поразка)
| Результат | Рік  | Турнір               | Покриття | Суперник     | Рахунок       |
| --------- | ---- | -------------------- | -------- | ------------ | ------------- |
| Поразка   | 1990 | Вімблдонський турнір | Трава    | Леандер Паес | 5–7, 6–2, 4–6 |

### Парний розряд: 2 (2 runner=ups)
| Результат | Рік  | Турнір                               | Покриття | Партнер      | Суперники                        | Рахунок            |
| --------- | ---- | ------------------------------------ | -------- | ------------ | -------------------------------- | ------------------ |
| Поразка   | 1990 | Відкритий чемпіонат Франції з тенісу | Ґрунт    | Клінтон Марш | Себастьян Ларо Себастьєн Лебланк | 6–7, 7–6, 7–9      |
| Поразка   | 1990 | Вімблдонський турнір                 | Трава    | Клінтон Марш | Себастьян Ларо Себастьєн Лебланк | 6–7(5–7), 6–4, 3–6 |

## Фінали турнірів ATP за кар'єру

### Одиночний розряд: 3 (3 поразки)
| Легенда                                       |
| --------------------------------------------- |
| Турніри Великого шлема (0–0)                  |
| Фінали Світового туру ATP (0–0)               |
| Фінали Світового туру ATP серії Мастерс (0–0) |
| Серія турнірів ATP (0–0)                      |
| Світова серія ATP (0–3)                       |

| Фінали за покриттям |
| ------------------- |
| Тверде (0–2)        |
| Ґрунт (0–1)         |
| Трава (0–0)         |
| Килим (0–0)         |

| Фінали за типом корту |
| --------------------- |
| Відкритий корт (0–3)  |
| Закритий корт (0–0)   |

| Результат | В-П | Дата     | Турнір             | Рівень        | Покриття | Суперник       | Рахунок       |
| --------- | --- | -------- | ------------------ | ------------- | -------- | -------------- | ------------- |
| Поразка   | 0–1 | Вер 1992 | Кельн, Німеччина   | Світова серія | Ґрунт    | Бернд Карбахер | 6–7(4–7), 4–6 |
| Поразка   | 0–2 | Бер 1993 | Скоттсдейл, США    | Світова серія | Тверде   | Андре Агассі   | 2–6, 6–3, 3–6 |
| Поразка   | 0–3 | Жов 1996 | Тель-Авів, Ізраїль | Світова серія | Тверде   | Хав'єр Санчес  | 4–6, 5–7      |

### Парний розряд: 6 (4–2)
| Легенда                         |
| ------------------------------- |
| Турніри Великого шлема (0–0)    |
| Фінали Світового туру ATP (0–0) |
| Серія Мастерс ATP (0–0)         |
| Серія турнірів ATP (0–1)        |
| Світова серія ATP (4–1)         |

| Фінали за покриттям |
| ------------------- |
| Тверде (3–1)        |
| Ґрунт (1–0)         |
| Трава (0–0)         |
| Килим (0–1)         |

| Фінали за типом корту |
| --------------------- |
| Відкритий корт (4–1)  |
| Закритий корт (0–1)   |

| Результат | В-П | Дата     | Турнір                | Рівень           | Покриття | Партнер         | Суперники                             | Рахунок       |
| --------- | --- | -------- | --------------------- | ---------------- | -------- | --------------- | ------------------------------------- | ------------- |
| Поразка   | 0–1 | Лют 1993 | Філадельфія, США      | Серія Чемпіоншип | Килим    | Бред Пірс       | Джим Грабб Річі Ренеберг              | 7–6, 3–6, 0–6 |
| Поразка   | 0–2 | Бер 1993 | Дурбан, ПАР           | Світова серія    | Тверде   | Йохан де Бір    | Лен Бейл Вейн Блек                    | 6–7, 2–6      |
| Перемога  | 1–2 | Січ 1996 | Окленд, Нова Зеландія | Світова серія    | Тверде   | Джек Вейт       | Йонас Бйоркман Бретт Стівен           | без гри       |
| Перемога  | 2–2 | Вер 1996 | Палермо, Італія       | Світова серія    | Ґрунт    | Ендрю Кратцманн | Крістіан Бранді Еміліо Санчес Вікаріо | 7–6, 6–4      |
| Перемога  | 3–2 | Жов 1996 | Тель-Авів, Ізраїль    | Світова серія    | Тверде   | Грант Стеффорд  | Ноам Бер Еял Ерліх                    | 6–3, 6–2      |
| Перемога  | 4–2 | Сер 1997 | Connecticut Open, США | Серія Інтернешнл | Тверде   | Давід Пріносіл  | Марк Кейл Т. Дж. Міддлтон             | 6–4, 6–4      |

## Фінали ATP Челленджер і ITF Ф'ючерс

### Одиночний розряд: 8 (7–1)
| Легенда              |
| -------------------- |
| ATP Челленджер (7–1) |
| ITF Ф'ючерс (0–0)    |

| Фінали за покриттям |
| ------------------- |
| Тверде (5–0)        |
| Ґрунт (2–1)         |
| Трава (0–0)         |
| Килим (0–0)         |

| Результат | В-П | Дата     | Турнір                       | Рівень     | Покриття | Суперник            | Рахунок       |
| --------- | --- | -------- | ---------------------------- | ---------- | -------- | ------------------- | ------------- |
| Перемога  | 1–0 | Сер 1989 | Durbam, ПАР                  | Челленджер | Тверде   | Уго Коломбіні       | 6–4, 6–4      |
| Перемога  | 2–0 | Вер 1991 | Азорські острови, Португалія | Челленджер | Тверде   | Генрік Гольм        | 6–3, 2–6, 7–6 |
| Перемога  | 3–0 | Лип 1992 | Новий Ульм, Німеччина        | Челленджер | Ґрунт    | Марк-Кевін Гелльнер | 7–6, 6–1      |
| Поразка   | 3–1 | Вер 1992 | Бухарест, Румунія            | Челленджер | Ґрунт    | Орасіо де ла Пенья  | 3–6, 0–6      |
| Перемога  | 4–1 | Лис 1992 | Берестя, Франція             | Челленджер | Тверде   | Бернд Карбахер      | 5–7, 6–3, 6–0 |
| Перемога  | 5–1 | Тра 1998 | Будапешт, Угорщина           | Челленджер | Ґрунт    | Давіде Сангінетті   | 4–6, 7–5, 7–6 |
| Перемога  | 6–1 | Жов 1999 | Х'юстон, США                 | Челленджер | Тверде   | Джеймс Секулов      | 7–6, 6–1      |
| Перемога  | 7–1 | Лис 1999 | Маямі, США                   | Челленджер | Тверде   | Радек Штепанек      | 6–2, 6–2      |

### Парний розряд: 27 (14–13)
| Легенда                |
| ---------------------- |
| ATP Челленджер (13–12) |
| ITF Ф'ючерс (1–1)      |

| Фінали за покриттям |
| ------------------- |
| Тверде (6–3)        |
| Ґрунт (7–5)         |
| Трава (1–2)         |
| Килим (0–3)         |

| Результат | В-П   | Дата     | Турнір                    | Рівень     | Покриття | Партнер             | Суперники                              | Рахунок                  |
| --------- | ----- | -------- | ------------------------- | ---------- | -------- | ------------------- | -------------------------------------- | ------------------------ |
| Перемога  | 1–0   | Лип 1991 | Салерно, Італія           | Челленджер | Ґрунт    | Ніколас Перейра     | Еміліо Бенфеле Альварес П'єтро Пеннізі | 6–4, 6–4                 |
| Поразка   | 1–1   | Жов 1991 | Каїр, Єгипет              | Челленджер | Тверде   | Байрон Блек         | Мартін Дамм Давід Рікл                 | 2–6, 3–6                 |
| Перемога  | 2–1   | Вер 1992 | Бухарест, Румунія         | Челленджер | Ґрунт    | Орасіо де ла Пенья  | Жан-Філіпп Флер'ян Маркус Неві         | 6–4, 6–2                 |
| Поразка   | 2–2   | Лис 1992 | Мюнхен, Німеччина         | Челленджер | Килим    | Грант Стеффорд      | Сандер Гройн Арне Томс                 | 4–6, 6–7                 |
| Поразка   | 2–3   | Тра 1994 | Дрезден, Німеччина        | Челленджер | Ґрунт    | Тревор Кронеманн    | Ройсе Деппе Джек Вейт                  | 4–6, 6–1, 3–6            |
| Поразка   | 2–4   | Гру 1994 | Нейплс, США               | Челленджер | Ґрунт    | Грант Стеффорд      | Тревор Кронеманн Девід Макферсон       | 3–6, 6–7                 |
| Перемога  | 3–4   | Вер 1996 | Бад-Заров, Німеччина      | Челленджер | Ґрунт    | Єнс Кніппшильд      | Паул Роснер Йост Віннінк               | 6–3, 6–3                 |
| Поразка   | 3–5   | Бер 1998 | Магдебург, Німеччина      | Челленджер | Килим    | Кріс Вілкінсон      | Еял Ерліх Мозе Наварра                 | 6–4, 1–6, 4–6            |
| Поразка   | 3–6   | Тра 1998 | Кошиці, Словаччина        | Челленджер | Ґрунт    | Небойша Джорджевич  | Їржі Новак (тенісист) Давід Рікл       | 6–7, 4–6                 |
| Перемога  | 4–6   | Лип 1998 | Венеція, Італія           | Челленджер | Ґрунт    | Небойша Джорджевич  | Сандер Гройн Массімо Бертоліні         | 1–6, 6–1, 6–2            |
| Поразка   | 4–7   | Вер 1998 | Единбург, Велика Британія | Челленджер | Ґрунт    | Кріс Вілкінсон      | Едвін Кемпес Петер Весселс             | 7–6, 3–6, 2–6            |
| Перемога  | 5–7   | Лис 1998 | Берестя, Франція          | Челленджер | Тверде   | Невілл Годвін       | Джастін Гімелстоб Браян Макфі          | 6–4, 5–7, 6–4            |
| Перемога  | 6–7   | Лис 1998 | Лас-Вегас, США            | Челленджер | Тверде   | Байрон Талбот       | Девід Ді Лусія Майкл Селл              | 7–6, 6–3                 |
| Поразка   | 6–8   | Лют 1999 | Лакхнау, Індія            | Челленджер | Трава    | Ендрю Річардсон     | Нуно Маркес Том Ванхудт                | 4–6, 7–5, 1–6            |
| Перемога  | 7–8   | Кві 1999 | Неаполь, Італія           | Челленджер | Ґрунт    | Джек Вейт           | Крістіан Бранді Массімо Бертоліні      | 6–4, 7–6                 |
| Перемога  | 8–8   | Чер 1999 | Фюрт, Німеччина           | Челленджер | Ґрунт    | Небойша Джорджевич  | Дієго дель Ріо Мартін Родрігес         | 4–6, 6–3, 6–4            |
| Перемога  | 9–8   | Лип 1999 | Остенде, Бельгія          | Челленджер | Ґрунт    | Стівен Ранджеловік  | Ксав'є Малісс Вім Нефс                 | 6–2, 6–4                 |
| Перемога  | 10–8  | Вер 1999 | Остін, США                | Челленджер | Тверде   | Веслі Вайтгаус      | Пол Голдстейн Адам Пітерсон            | 7–5, 4–6, 6–2            |
| Перемога  | 11–8  | Чер 2000 | Сербітон, Велика Британія | Челленджер | Трава    | Джефф Кутзе         | Джаред Палмер Джонатан Старк           | 7–6(7–3), 7–6(8–6)       |
| Перемога  | 12–8  | Вер 2000 | Х'юстон, США              | Челленджер | Тверде   | Брент Гейгарт       | Джеймс Блейк Кевін Кім                 | 6–4, 6–2                 |
| Перемога  | 13–8  | Лис 2000 | Лас-Вегас, США            | Челленджер | Тверде   | Джефф Кутзе         | Марді Фіш Енді Роддік                  | 6–7(9–11), 7–6(8–6), 6–1 |
| Поразка   | 13–9  | Лис 2000 | Ноксвілл, США             | Челленджер | Тверде   | Джефф Кутзе         | Карстен Браш Міхаель Кольманн          | 0–6, 6–7(4–7)            |
| Поразка   | 13–10 | Чер 2001 | Сербітон, Велика Британія | Челленджер | Трава    | Джефф Кутзе         | Девід Адамс Вен Еллвуд                 | 6–7(5–7), 4–6            |
| Поразка   | 13–11 | Сер 2001 | Сеговія, Іспанія          | Челленджер | Тверде   | Невілл Годвін       | Веслі Муді Шон Рудман                  | 6–7(5–7), 3–6            |
| Поразка   | 13–12 | Лис 2001 | Аахен, Німеччина          | Челленджер | Килим    | Марк-Кевін Гелльнер | Юліан Ноул Міхаель Кольманн            | 3–6, 6–7(4–7)            |
| Поразка   | 13–13 | Тра 2003 | США F11, Орандж-Парк      | Ф'ючерс    | Ґрунт    | Брендан Еванс       | Браян Бейкер Філліп Сіммондс           | 6–4, 5–7, 4–6            |
| Перемога  | 14–13 | Тра 2005 | Korea F1, Соґвіпхо        | Ф'ючерс    | Тверде   | Лука Грегорць       | Ім Кю Те Марк Нілсен                   | 7–5, 3–6, 6–2            |

## Досягнення
| W | Ф | ПФ | ЧФ | #Р | КТ | К# | DNQ | A | NH |

### Одиночний розряд
| Турніри Великого шлему                 |     |     |     |              |              |              |     |              |              |              |     |     |        |       |     |
| Відкритий чемпіонат Австралії з тенісу |     | К2р |     | 1р           | 2р           | 3р           | 4р  | 1р           | 1р           | 1р           | К3р | 1р  | 0 / 8  | 6–8   | 43% |
| Відкритий чемпіонат Франції з тенісу   |     | 3р  |     | 2р           | 1р           | 1р           | 1р  | 2р           |              | К2р          | К2р | 2р  | 0 / 7  | 5–7   | 42% |
| Вімблдонський турнір                   | К3р | К1р | 1р  | 2р           | 2р           | 1р           | 1р  | 2р           |              |              | К2р | К3р | 0 / 6  | 3–6   | 33% |
| Відкритий чемпіонат США з тенісу       |     | 1р  | К1р | 1р           | 3р           | 3р           | 1р  | 2р           | 1р           | К1р          | К1р | К1р | 0 / 7  | 5–7   | 42% |
| В-П                                    | 0–0 | 2–2 | 0–1 | 2–4          | 4–4          | 4–4          | 3–4 | 3–4          | 0–2          | 0–1          | 0–0 | 1–2 | 0 / 28 | 19–28 | 40% |
| Виступи за країну                      |     |     |     |              |              |              |     |              |              |              |     |     |        |       |     |
| Літні Олімпійські ігри                 | NH  | NH  |     | Не проводили | Не проводили | Не проводили | 2р  | Не проводили | Не проводили | Не проводили |     | NH  | 0 / 1  | 1–1   | 50% |
| Тур ATP Мастерс 1000                   |     |     |     |              |              |              |     |              |              |              |     |     |        |       |     |
| Індіан-Веллс                           |     |     | 2р  |              | 2р           | К3р          | К1р | К2р          |              |              | 1р  | К1р | 0 / 3  | 2–3   | 40% |
| Відкритий чемпіонат Маямі з тенісу     |     |     | 1р  | ПФ           | 1р           | 3р           | 2р  | 1р           | К1р          |              | К2р |     | 0 / 6  | 8–6   | 57% |
| Монте-Карло                            |     |     |     | 2р           | 1р           |              |     |              |              | К1р          |     |     | 0 / 2  | 1–2   | 33% |
| Гамбург                                |     |     |     | 3р           |              |              |     |              |              |              |     |     | 0 / 1  | 2–1   | 67% |
| Рим                                    |     |     |     | 1р           |              |              |     |              |              |              |     |     | 0 / 1  | 0–1   | 0%  |
| Мастерс Канада                         |     |     |     |              |              |              |     | 2р           | 1р           |              |     |     | 0 / 2  | 1–2   | 33% |
| Мастерс Цинциннаті                     | 2р  | 2р  |     |              |              |              |     |              | 2р           |              | К2р |     | 0 / 3  | 3–3   | 50% |
| Париж                                  |     |     |     | 1р           |              |              |     |              |              |              |     |     | 0 / 1  | 0–1   | 0%  |
| В-П                                    | 1–1 | 1–1 | 1–2 | 8–5          | 1–3          | 2–1          | 1–1 | 1–2          | 1–2          | 0–0          | 0–1 | 0–0 | 0 / 19 | 17–19 | 47% |

### Парний розряд
| Турніри Великого шлему                 |     |     |     |     |     |     |     |     |     |     |     |        |       |     |
| Відкритий чемпіонат Австралії з тенісу |     |     | ПФ  | 1р  | ЧФ  | 2р  | 2р  | 1р  | 1р  | 2р  | 1р  | 0 / 9  | 10–9  | 53% |
| Відкритий чемпіонат Франції з тенісу   |     |     | 2р  | 1р  |     | 1р  | 1р  |     | 1р  | 1р  | 1р  | 0 / 7  | 1–7   | 13% |
| Вімблдонський турнір                   |     | 2р  | 3р  | 3р  | 3р  | 1р  | 2р  |     |     | 1р  | К2р | 0 / 7  | 8–7   | 53% |
| Відкритий чемпіонат США з тенісу       |     |     | 1р  | 1р  | 1р  |     | 1р  | 2р  | 3р  | 1р  | 1р  | 0 / 8  | 3–8   | 27% |
| В-П                                    | 0–0 | 1–1 | 7–4 | 2–4 | 5–3 | 1–3 | 2–4 | 1–2 | 2–3 | 1–4 | 0–3 | 0 / 31 | 22–31 | 42% |
| Тур ATP Мастерс 1000                   |     |     |     |     |     |     |     |     |     |     |     |        |       |     |
| Індіан-Веллс                           |     |     |     | 1р  | 1р  | ЧФ  | 1р  |     |     | К1р |     | 0 / 4  | 2–4   | 33% |
| Відкритий чемпіонат Маямі з тенісу     |     | 2р  | 2р  | 1р  | 2р  | 2р  | 2р  | 1р  |     | 1р  |     | 0 / 8  | 4–8   | 33% |
| Монте-Карло                            |     |     | 1р  | ПФ  |     |     |     |     |     |     |     | 0 / 2  | 3–2   | 60% |
| Рим                                    |     |     | ЧФ  |     |     |     |     |     |     |     |     | 0 / 1  | 2–1   | 67% |
| Мастерс Канада                         |     |     |     |     |     |     | 1р  |     |     |     |     | 0 / 1  | 0–1   | 0%  |
| Мастерс Цинциннаті                     | 2р  |     |     |     |     |     |     | 1р  |     | К2р |     | 0 / 2  | 1–2   | 33% |
| Париж                                  |     |     | 2р  |     |     |     |     |     |     |     |     | 0 / 1  | 1–1   | 50% |
| В-П                                    | 1–1 | 1–1 | 3–4 | 3–3 | 1–2 | 3–2 | 1–3 | 0–2 | 0–0 | 0–1 | 0–0 | 0 / 19 | 13–19 | 41% |